# 臺東設計中心
臺東設計中心 （英語：Taitung Design Center，簡稱設計中心、TTDC）是一座城市提案中心，成立於2017年，為全台第一個縣市等級的設計中心。現位於臺東縣臺東市鐵花路369號，建物前身為鐵路警察局以及臺東火車站旅客服務中心。

## 簡介
臺東設計中心成立於2017年，為回應2016年尼伯特颱風重創台東，臺東縣政府在重建過程中，希望將設計思維導入城市治理中，遂於2017年成立全台第一個縣市等級的設計中心。2018年起，臺東縣政府特設專案辦公室運作，由前臺東縣長黃健庭領銜、時任台灣創意設計中心董事長張基義擔任執行長，並由企劃顧問公司Plan b負責策劃與執行。2021年2月設計中心完成階段性任務後，宣布暫時閉館，並委由設計工作室無氏製作接手營運與策劃，2021年4月設計中心重新對外試營運。

## 獲獎
- 日本優良設計獎（Good Design Award）[6][7]
- 「2019台灣創意力100」雙年獎10大創意場域首獎[8]
- 金點設計獎[9]
- 《Shopping Design》Taiwan Design Best 100[10]

## 歷任首長

### 執行長
- 顏志光：現任[11]
- 鍾青柏：2020年3月 - 2021年6月
- 張基義：2018年1月 - 2020年3月
- 余明勳：2017年2月 - 2018年1月

## 外部連結
臺東設計中心官方網站
臺東設計中心的Facebook專頁